# West Indies Cricket Team gegen ICC World XI in der Saison 2018
Die Tour des West Indies Cricket Teams gegen ICC World XI in der Saison 2018 fand am 31. Mai 2018 in England statt. Die internationale Cricket-Tour war Bestandteil der Internationalen Cricket-Saison 2018 und umfasste ein Twenty20-Spiel. West Indies gewannen das Spiel mit 72 Runs.

## Vorgeschichte
Es was die erste Tour der Saison für die West Indies. Das Spiel wurde organisiert, um Mittel zur Bekämpfung der Folgen von den Hurrikanen Irma und Maria aufzubringen. Beide Hurrikane ereigneten sich im September 2017 und haben unter anderem den James Ronald Webster Park in Anguilla und Windsor Park in Dominica schwer beschädigt. Die ICC hat zusätzlich entschieden, dem Spiel einen vollen internationalen Status zu gewähren.

## Stadien
Das folgende Stadion wurde für das Spiel als Austragungsort vorgesehen.
| Stadion               | Stadt  | Kapazität |
| --------------------- | ------ | --------- |
| Lord’s Cricket Ground | London | 30.000    |

## Kaderlisten
Der ICC gab den Kader am 7. Mai 2018 bekannt. Ursprünglich war der Engländer Eoin Morgan als Kapitän der Weltauswahl vorgesehen, musste jedoch wenige Tage zuvor aufgrund einer Verletzung absagen.
| Twenty20 | Twenty20 |
| West Indies | World XI |
| --- | --- |
| - Carlos Brathwaite (K) - Rayad Emrit - Andre Fletcher - Chris Gayle - Evin Lewis - Ashley Nurse - Keemo Paul - Rovman Powell - Denesh Ramdin (wk) - Andre Russell - Samuel Badree - Marlon Samuels - Kesrick Williams | - Shahid Afridi (K) - Sam Billings (wk) - Tamim Iqbal - Dinesh Karthik (wk) - Rashid Khan - Sandeep Lamichhane - Shoaib Malik - Mitchell McClenaghan - Tymal Mills - Thisara Perera - Adil Rashid - Luke Ronchi (wk) - Mohammed Shami |

## Only Twenty20 International in London
| 31. Mai Scorecard | London (Lord’s) | West Indies 199-4 (20)          | – | World XI 127 (16.4) |
|                   |                 | West Indies gewinnt mit 72 Runs |   |                     |